# 天川美穂
天川 美穂（あまかわ みほ、1987年5月3日 - ）は、日本のタレント、女優。東京都出身。スターダストプロモーションに所属していた。
血液型A型。好きな色はオレンジ。元夫は俳優の山方隆士。一児の母。
2003年、ミスマガジン2003「審査員特別賞」受賞。

## 主な出演

### テレビ

#### ドラマ
- 新・京都迷宮案内4 第4話（2007年2月） - 喜多嶋美里 役
- 怪奇大作戦 セカンドファイル（2007年4月、BShi） - 河野菜月 役

#### バラエティ番組
- Harajukuロンチャーズ（2002年10月 - 2003年3月、BS朝日）
- ガチンコ視聴率バトルモニターガール（2005年10月 - 2006年9月、テレビ朝日）

### 映画
- 天使が降りた日 第5話「Diaries」（2005年）
- 着信アリ Final（2006年） - 楠木あずさ 役
- マスター・オブ・サンダー決戦!!封魔龍虎伝（2006年）

### オリジナルビデオ・DVD
- アヤビエ ジャパニーズロウレゾキャラメルタウン（2006年2月）
- このこがほしい〜メイキング・オブ・『あのこがほしい』〜（2006年7月）
- あのこがほしい（2006年7月）
- 手塚眞のホラーシアター「ザ・バースデイ」〜運命の魔人〜（2006年7月）

### イメージビデオ・DVD
- ミスマガジン2003「天川美穂」（2003年10月）

### CM
- 中央酪農会議 牛乳に相談だ。『シンデレラ篇』

### ゲーム
- ゲームソフト「天川美穂〜dearest〜」
- フロム・ソフトウェア『アドベンチャープレイヤー』（PlayStation Portableソフト）

### PV
- ガガガSP「祭りの準備」